# Onthophagus sexstriatus
Onthophagus sexstriatus es una especie de insecto del género Onthophagus, familia Scarabaeidae, orden Coleoptera.

Fue descrita científicamente por Montrouzier en 1855.